# 신갈로
신갈로(Singal-ro)는 대한민국의 경기도 용인시 기흥구 상갈동 도립박물관 사거리에서 시작하여, 경기도 용인시 기흥구 신갈동 신갈중학교사거리를 이어주는 도로이다.

## 주요경유지
경기도
- 용인시 기흥구(상갈동 - 신갈동)

## 노선 경로
| 이름                  | 접속 노선                  | 소재지          | 소재지          | 소재지          | 비고            |
| 용구대로와 직결       | 용구대로와 직결            | 용구대로와 직결 | 용구대로와 직결 | 용구대로와 직결 | 용구대로와 직결 |
| --------------------- | -------------------------- | --------------- | --------------- | --------------- | --------------- |
| 도립박물관입구 삼거리 | 용구대로                   | 용인시          | 기흥구          | 상갈동          |                 |
| 상갈교차로            | 상갈로1번길                | 용인시          | 기흥구          | 상갈동          |                 |
| 상갈교사거리          | 갈천로                     | 용인시          | 기흥구          | 상갈동          |                 |
| 상갈교                |                            | 용인시          | 기흥구          | 상갈동          |                 |
|                       | 신갈동                     | 용인시          | 기흥구          |                 |                 |
| 신갈오거리            | 중부대로                   | 용인시          | 기흥구          |                 |                 |
| 신갈초등학교삼거리    | 신갈로57번길 신갈로84번길  | 용인시          | 기흥구          |                 |                 |
| 한신아파트삼거리      |                            | 용인시          | 기흥구          |                 |                 |
| 삼익아파트사거리      | 신갈로89번길 신갈로124번길 | 용인시          | 기흥구          |                 |                 |
| 신갈중학교사거리      | 용구대로 용구대로2152번길  | 용인시          | 기흥구          |                 |                 |
| 용구대로와 직결       |                            |                 |                 |                 |                 |

## 주요 건물 및 시설
- 알뜰 아이언맨주유소 (신갈로 13/상갈동 106-1)
- 타이어프로 신갈오거리점 (신갈로 31/상갈동 165)
- 쌍용자동차신갈오거리점 (신갈로 32/상갈동 100)
- 신갈초등학교(신갈로 76/신갈동 96)
- 현대종합카센터 (신갈로 99/신갈동 36-8)
- 현대오일뱅크신갈주유소 (신갈로 113/신갈동 35-2)
- SK브로드밴드용인국사 (신갈로 117/신갈동 16-4)